# Monokklisiá
Monokklisiá är en ort i Grekland.   Den ligger i prefekturen Nomós Serrón och regionen Mellersta Makedonien, i den nordöstra delen av landet, 300 km norr om huvudstaden Aten. Monokklisiá ligger 21 meter över havet och antalet invånare är 311.
Terrängen runt Monokklisiá är platt åt nordost, men åt sydväst är den kuperad. Runt Monokklisiá är det ganska tätbefolkat, med 67 invånare per kvadratkilometer. Närmaste större samhälle är Serrai, 12,7 km öster om Monokklisiá. Trakten runt Monokklisiá består till största delen av jordbruksmark.